# Aenocyon dirus
Aenocyon dirus là một loài chó đã tuyệt chủng. Loài này từng sống ở châu Mỹ vào thế Pleistocene muộn (125.000-10.000 năm trước). Loài này được đặt danh pháp hai phần vào năm 1858, bốn năm sau khi mẫu vật đầu tiên được tìm thấy. Hai phân loài được công nhận (A. d. guildayi và A. d. dirus). Aenocyon dirus có thể là hậu duệ của Canis armbrusteri và phát triển từ nó ở Bắc Mỹ. Những hóa thạch Aenocyon dirus đã được tìm thấy ở La Brea Tar Pits ở Los Angeles, California.
Hóa thạch Aenocyon dirus đã được khai quật ở nhiều môi trường sống, bao gồm vùng đồng bằng, đồng cỏ, và một số khu rừng núi non ở Bắc Mỹ và trong thảo nguyên khô cằn của Nam Mỹ. Các khu vực có hóa thạch C. dirus có độ cao từ mực nước biển đến 2.255 m (7.400 ft). Các hóa thạch C.dirus hiếm khi được tìm thấy ở trên vĩ độ 42 ° N (có năm báo cáo chưa được xác nhận trên vĩ độ này). Sự hạn chế về phạm vi này được cho là do nhiệt độ quá thấp, ít con mồi hay môi trường sống không thích hợp do gần dải băng Laurentide và dải băng Cordillera đã tồn tại vào thời điểm đó.
Loài sói này có kích thước tương tự những phân loài to nhất của loài sói xám (Canis lupus) hiện đại: đó là sói Yukon và sói thung lũng Mackenzie. Phân loài C. d. guildayi cân nặng trung bình là 60 kg (130 lb) và phân loài C. d. dirus cân nặng trung bình 68 kg (150 lb). Hộp sọ và răng của C. dirus gần giống với sói xám hiện đại, nhưng hàm răng của C. dirus to hơn với khả năng cắt mạnh hơn, và lực cắn bằng răng nanh của loài này là mạnh nhất của bất kỳ loài nào trong chi Chó. Những đặc điểm này được coi là để thích nghi cho việc săn những loài động vật lớn từng sống vào kỳ Pleistocen muộn. Ở Bắc Mĩ, con mồi của C. dirus bao gồm ngựa, lười đất, voi răng mấu, bò rừng cổ đại và lạc đà. Tương tự như những loài Canis chuyên ăn thịt lớn khác hiện nay, C. dirus săn theo bầy. Loài này tuyệt chủng trong sự kiện tuyệt chủng kỷ Đệ Tứ, cùng với nhiều loài động vật lớn khác ở Bắc Mĩ. Nguyên nhân tuyệt chủng của loài sói này được coi là do quá phụ thuộc vào những loài động vật ăn thực vật lớn, cùng với sự thay đổi khí hậu và sự cạnh tranh với các loài khác, nhưng nguyên nhân chính vẫn đang tranh cãi. C. dirus tồn tại gần đây nhất cách đây 9.500 năm.

## Miêu tả
A. dirus loài chó lớn. Dáng hình của loài này tương tự sói Yukon và sói thung lũng Mackenzie. Những cá thể sói hiện đại lớn nhất có chiều cao vai khoảng 97 cm và chiều dài thân khoảng 180 cm. Một số mẫu vật C. dirus được khai quật ở La Brea Tar Pits nhỏ hơn, và một số mẫu vật khác lớn hơn.